# Сихоте Алињ
Сихоте-Алињ (Сихотэ-Алинь) је планински масив у Приморском крају и Хабаровском крају, у Русији, на удаљености од 900 km северозападно од Владивостока. Највиши врхови су Тордоки Јани (2.077 m), Ко (2.003 m) у Хабаровском крају и Аник (1.933 m) у Приморском крају.
Сихоте-Алињ представља умерену зону изузетних карактеристика. Врсте специфичне за тајгу (као што су ирвас и мрки медвед) деле станиште са врстама као што су амурски леопард, сибирски тигар, и азијски црни медвед. Веома је мали број вукова, због присуства тигрова. Најстарије дрво у региону је хиљадугодишњи иф.
У другој и трећој деценији ХХ века Сихоте Алињ је истражио Владимир Арсенијев (1872—1930) који је описао своје авантуре у неколико књига, као што је Дерсу Узала (1923), која је 1975. године прерађена у филм Акира Куросаве који је 1975. године добио Оскара као најбољи страни филм. Сихоте-Алињ и Лазо резерват природе су 1935. године стављени под режим заштите зарад очувања станишта дивљих животиња. Унеско је 2001. године ставио Сихоте-Алињ на листу Светске Баштине

## Географија
Сихоте-Алињ је умерена зона, иако врсте типичне за северну тајгу (као што су ирваси и усурски мрки медвед) коегзистирају са амурским тигром, амурским леопардом и азијским црним медведом. Регион има врло мало вукова, због конкуренције са тигровима. Најдуговечније дрво у региону је миленијумска јапанска тиса.
Многе притоке реке Амур леже унутар опсега, укључујући Гур.
Главна зона се може истражити само у друштву ренџера.

## Историја
Сматра се да је име манџурског порекла (манџурски alin, „планина”).
Током 1910-их и 1920-их, Сихоте-Алињ је опширно истраживао руски географ и природњак Владимир Арсењев (1872–1930), који је описао своје авантуре у неколико књига, посебно Дерсу Узала (1923), која је 1975. претворена у филм Акире Куросаве награђен Оскаром. У великој мери захваљујући његовом истраживању и залагању, велика уточишта за дивље животиње Сихоте-Алињ и Лазо успостављена су 1935. да би се очувао необични живи свет у региону.
Дана 12. фебруара 1947. у планинском ланцу догодила се једна од највећих киша метеорита у новијој историји. Метеорит Сихоте-Алињ експлодирао је у атмосфери док је падао, доносећи пљусак од много тона метала на елиптично подручје површине од око 1,3 km2 (0,50 sq mi). Метеорити су формирали кратере; највећи је био 26 m (85 ft) у пречнику.
Унеско је 2001. године ставио „Централни Сихоте-Алињ“ на листу светске баштине, наводећи његову важност за „опстанак угрожених врста као што су Mergus squamatus, Ketupa blakistoni и амурски тигар“. Место светске баштине имало је укупну површину од 16.319 km2 (4.033.000 acres), од чега је копнена зона језгра Сихоте-Алињског заповедништва обухватала 3.985 km2 (985.000 acres). У 2018. години, место светске баштине је проширено за 11.605 km2 (2.868.000 acres) укључивањем Националног парка Бикин под називом „Долина реке Бикин“.